# Pragia
Famille
Pragia est un genre de bacilles Gram négatifs de la famille des Budviciaceae. Son nom fait référence à la ville de Prague en République tchèque, où ce genre bactérien a été isolé pour la première fois.
En 2022 c'est un genre monospécifique, la seule espèce connue Pragia fontium Aldová et al. 1988 étant également l'espèce type du genre.